# Tito Verginio Tricosto Celiomontano
Tito Verginio Tricosto Celiomontano in latino Titus Verginius Tricostus Caelimontanus (fl. V secolo a.C.) è stato un politico romano del V secolo a.C..

## Biografia
Rappresentante della nobile gens Verginia, una delle gens patrizie dell'antica Roma, fu eletto console nel 496 a.C., con Aulo Postumio Albo Regillense, il dittatore del 499 a.C. che condusse i romani alla vittoria contro la lega Latina nella battaglia del Lago Regillo.
Secondo quanto riportato da Dionigi d'Alicarnasso, Tito Verginio Tricosto Celiomontano guidò un corpo armato agli ordini di Aulo Postumio durante la battaglia del Lago Regillo.